# Jerzy Wysocki (muzyk)
Jerzy Wysocki – polski gitarzysta, od 1980 roku członek grup Anawa i Hagaw, nagrywający również z Grzegorzem Turnauem. Od wielu lat gra w Piwnicy pod Baranami, gdzie napisał muzykę do „Szewczyka”, jednego z piwnicznych hymnów, śpiewanego przez Aleksandrę Maurer.

## Dyskografia
- 1974 – Marek Grechuta: Szalona lokomotywa
- 1979 – Marek Grechuta: Pieśni Marka Grechuty do słów Tadeusza Nowaka
- 1981 – Marek Grechuta: Śpiewające obrazy
- 1983 – Stanisław Sojka: Matko, która nas znasz...
- 1984 – Kaczki z Nowej Paczki: Greps
- 1986 – Hagaw: Greps
- 1987 – Marek Grechuta: Wiosna – ach to ty
- 1987 – Wiesław Pieregorólka: Big Band
- 1991 – Stasiek Wielanek i Kapela Warszawska: Bywaj dziewczę zdrowa
- 1995 – Grzegorz Turnau: To tu, to tam
- 1997 – Grzegorz Turnau: Tutaj jestem

## Muzyka filmowa
- 1985 – Tumor Witkacego – wykonanie muzyki
- 2002 – Wszyscy święci w Święta polskie – wykonanie muzyki